# Нехворощанский
Нехворощанский — хутор в Тихорецком районе Краснодарского края России.
Входит в состав Хопёрского сельского поселения.

## Население
| 2002 | 2010 |
| ---- | ---- |
| 11   | ↘9   |

## Улицы
На хуторе имеется одна улица: Школьная.